# Still Bill
Albums de Bill Withers
Just as I Am
(1971) Live at Carnegie Hall
(1973)
Singles
1. Lean on Me
Sortie : 21 avril 1972
2. Use Me
Sortie : août 1972
3. Kissing My Love
Sortie : janvier 1973

Still Bill est le deuxième album studio de l'auteur-compositeur-interprète américain Bill Withers, sorti en 1972 chez Sussex Records. 
L'album est enregistré et produit par Bill Withers avec des musiciens du Watts 103rd Street Rhythm Band. La musique présente sur l'album présente des sonorités soul, funk et blues, accompagnant des paroles sur les thèmes de la nature humaine, les émotions et le sexe du point de vue d'un homme de la classe moyenne. On y trouve également certaines des chansons les plus populaires de Withers, notamment Lean on Me et Use Me. Salué par la critique et un succès commercial au moment de sa sortie, Still Bill est depuis considéré par les journalistes musicaux comme un moment clé de la carrière du chanteur ainsi qu'un classique du rhythm and blues des années 1970,,,.

## Liste des titres
Toutes les chansons sont écrites et composées par Bill Withers, sauf indication contraire.
| 1. | Lonely Town, Lonely Street         |                             | 3:42 |
| 2. | Let Me in Your Life                |                             | 2:41 |
| 3. | Who Is He (And What Is He to You)? | - Withers - Stanley McKenny | 3:13 |
| 4. | Use Me                             |                             | 3:45 |
| 5. | Lean on Me                         |                             | 4:17 |

| 1. | Kissing My Love                     | 3:49 |
| 2. | I Don't Know                        | 3:04 |
| 3. | Another Day to Run                  | 4:38 |
| 4. | I Don't Want You on My Mind         | 4:34 |
| 5. | Take It All In and Check It All Out | 2:42 |

- Les faces A et B ont été combinées en tant que pistes 1 à 10 sur les rééditions en CD.

| 11. | Lonely Town, Lonely Street (enregistré en public au Carnegie Hall, 1973) | 4:06 |
| 12. | Let Me in Your Life (enregistré en public au Carnegie Hall, 1973)        | 4:16 |

## Crédits
- Bill Withers – chant, guitare, piano acoustique (5), guitare acoustique (11, 12)
- Ray Jackson – piano acoustique, clavinet, piano électrique Wurlitzer, arrangements de cuivres et de cordes
- Benorce Blackmon – guitare
- Melvin Dunlap (en) – basse
- James Gadson – batterie, percussion
- Bobbye Hall (en) – percussion (11, 12)

### Production
- Bill Withers – producteur (1-12)
- Ray Jackson – producteur (1-12)
- Benorce Blackmon – producteur (1-10)
- Melvin Dunlap – producteur (1-10)
- James Gadson – producteur (1-10)
- Bob Hughes – ingénieur du son
- Phil Schier – ingénieur du son, remixage
- Michael Mendel – direction artistique
- Maurer Productions – direction artistique
- Milton Sincoff – conception de l'emballage
- Hal Wilson – photographie

Crédits pour la réédition de 2003
- Leo Sacks – producteur
- Steve Berkowitz – A&R
- Darren Salmieri – coordinateur A&R
- Joseph M. Palmaccio (en) – mastering
- Lisa Buckler – gestionnaire de produit
- Maurice Joshua – gestionnaire de produit
- Triana D'Orazio – responsable de l'emballage
- Howard Fritzon – direction artistique
- Tim Morse – conception
- Harry Goodwin – photographie
- Bob Gruen – photographie
- Michael Ochs Archive – photographie
- SMP/Globe Photos – photographie
- Bill Withers – notes d'accompagnement

Studios
- Enregistré aux Record Plant Studios (Los Angeles, Californie).
- Titres bonus enregistrés en public au Carnegie Hall (New York, New York).
- Réédition de 2003 masterisée aux Sony Music Studios (New York, New York).

## Classements et certifications
| Classement (1972)          | Meilleure position |
| -------------------------- | ------------------ |
| Canada (RPM 100 Albums)    | 71                 |
| États-Unis (Billboard 200) | 4                  |
| États-Unis (Top Soul LPs)  | 1                  |

| Classement (2020)           | Meilleure position |
| --------------------------- | ------------------ |
| Belgique (Flandre Ultratop) | 67                 |

| Classement (1972)          | Position |
| -------------------------- | -------- |
| États-Unis (Billboard 200) | 44       |
| États-Unis (Top Soul LPs)  | 7        |

### Certifications
| Région                                | Certification | Ventes/Streams |
| ------------------------------------- | ------------- | -------------- |
| États-Unis (RIAA)                     | Or            | 500 000^       |
| ^Mise en rayon selon la certification |               |                |